# Zombies 4: Dawn of the Vampires
Zombies 4: Dawn of the Vampires är en amerikansk romantisk komedifilm som hade premiär på Disney+ den 11 juli 2025. Den är regisserad av Paul Hoen efter ett manus skrivet av Josh A. Cagan, David Light och Joseph Raso. Det är den fjärde filmen i Zombies-serien.

## Handling
Under en sommarresa efter sitt första år på college upptäcker Zed och Addison världarna Sunnyside och Shadyside. Där stöter de på två nya grupper av monster.

## Rollista (i urval)
- Milo Manheim - Zed
- Meg Donnelly - Addison
- Chandler Kinney - Willa
- Kylee Russell - Eliza
- Freya Skye - Nova
- Lisa Chappell - Eldress